# Бристълски канал
Бристълският канал или Бристълски залив (на английски: Bristol Channel) е залив в югозападната част на остров Великобритания, разделящ географски южните части на Уелс от Англия. Той се простира от естуара на река Севърн до Келтско море в Атлантическия океан.
Кръстен е на един от най-големите и важни британски градове – Бристъл, разположен в най-вътрешните части на залива. Значителни територии, както по южното, така и по северното крайбрежие, имат статут на национални паркове.

## Описание
Международната хидрографска организация определя външната (западна) граница на залива, като линия свързваща географския нос Хартланд пойнт (51°01′ с. ш. 4°32′ з. д. / 51.016667° с. ш. 4.533333° з. д.) в община Торидж, графство Девън с географския нос Сейнт Джован хед (51°36′ с. ш. 4°55′ з. д. / 51.6° с. ш. 4.916667° з. д.) в област Пембрукшър, Уелс. Тази граница е допълнително дефинирана и от островчето Лънди, разположено точно по фиксираната линия на около 19 km на север-северозапад от Хартланд пойнт. В тази най-широка част на Бристълския канал, разстоянието между двата географски носа е приблизително 69 km. За вътрешната (източна) граница на залива е определяна линията свързваща географските носове Санд пойнт в графство Съмърсет и Лейвърнок пойнт южно от Кардиф, Уелс. Разстоянието между тези два географски носа е приблизително 13 km. Участъкът североизточно от тази линия се дефинира като естуара на река Севърн, където е разположен и самия Бристъл. В непосредствена близост до вътрешната делителна линия откъм страната на залива се намират островчетата Стийп Холм и Флат Холм. Дължината на целия канал между горе цитираните граници е около 120 km. Дълбочина до 50 m. Бреговете му са силно разчленени, като по северното му крайбрежие са разположени големите заливи Кармартен и Суонси, а по южното – Бриджуотър и Барнстапъл. Приливите са полуденонощни с височина до 14,4 m.

## Селища
Най-големият град по крайбрежието на канала е Суонзи, разположен на северния (уелския) бряг. Другите по-големи градове в района на залива също са в уелската част - Бари, Порт Толбът и Ланели. Сред по-малките курортни градчета по северното крайбрежие са Порткаул, Мъмбълс, Сондърсфут и Тенби.
По английското крайбрежие няма големи населени места. Сред курортните градчета разположени директно на залива са Бърнам-он-Сий, Майнхед и Уочет в графство Съмърсет и Илфракъмб в Девън. Общинските центрове Барнстъпъл и Байдфорд се намират във вътрешните части на естуарите на реките Тоу и Торидж, имащи общо устие към залива Байдфорд в най-външната част на Бристълския канал.